# 静岡運輸支局
静岡運輸支局（しずおかうんゆしきょく）は国土交通省の地方支分部局である運輸支局のひとつ。

## 概要
中部運輸局管内。
陸運部門・海事部門の庁舎と、3箇所の出先機関を有する。

## 所在地

### 静岡運輸支局
- 本庁舎（総務企画・陸運部門） - 静岡県静岡市駿河区国吉田2丁目4-25
  - 静岡鉄道静岡清水線 県総合運動場駅から徒歩で約10分。
  - しずてつジャストライン（国道：静岡清水線）「シャンソン前」バス停から徒歩で約3分。
  - 1966年（昭和41年）4月1日より「静岡」ナンバー交付開始。

- 清水庁舎（海事部門） - 静岡県静岡市清水区日の出町9-1 清水港湾合同庁舎
  - しずてつジャストライン（三保山の手線）「波止場フェルケール博物館」バス停から徒歩で約5分。

### 自動車検査登録事務所
- 沼津自動車検査登録事務所 - 静岡県沼津市原字古田2480
  - JR東海道本線 原駅から徒歩で約20分。
  - 富士急シティバス（ミューバス原循環）「沼津自動車検査登録事務所前」バス停から徒歩で約1分。
  - 1977年（昭和52年）4月設立、同5月「沼津」ナンバー交付開始（それまでは静岡県東部も「静岡」ナンバーだった）。

- 浜松自動車検査登録事務所 - 静岡県浜松市中央区流通元町11-1
  - 遠鉄バス（蒲小沢渡線）「産業展示館」バス停から徒歩で約5分。
  - 1966年（昭和41年）4月設立、同4月1日「浜松」ナンバー交付開始。

### 海事事務所
- 下田海事事務所 - 静岡県下田市三丁目18-23 下田運輸総合庁舎
  - 伊豆急行・伊豆急行線 伊豆急下田駅から徒歩で約25分。

## 管轄区域（陸運部門）

### 静岡運輸支局本庁舎
静岡県中部（静岡市・島田市・焼津市・藤枝市・牧之原市・榛原郡）
ここで交付されるナンバープレートは全て「静岡」ナンバーになる。1966年4月1日の「静岡」「浜松」分割までは静岡県全域を対象に「静」ナンバーを交付していた。

### 沼津自動車検査登録事務所
伊豆地方を含む静岡県東部（沼津市・御殿場市・富士宮市・富士市・裾野市・駿東郡・熱海市・三島市・伊東市・下田市・伊豆市・伊豆の国市・賀茂郡・田方郡）
ここで交付されるナンバープレートは「沼津」ナンバーとご当地ナンバーとして「伊豆 」ナンバー、「富士山 」ナンバーがある。交付対象区域は以下の通り。
- 「沼津」：沼津市・駿東郡（長泉町・清水町）
- 「伊豆」：熱海市・三島市・伊東市・下田市・伊豆市・伊豆の国市・賀茂郡・田方郡
- 「富士山」：御殿場市・富士宮市・富士市・裾野市・駿東郡小山町（このほか、関東運輸局山梨運輸支局管内のうち富士吉田市と南都留郡も対象）

### 浜松自動車検査登録事務所
静岡県西部（浜松市・磐田市・袋井市・掛川市・菊川市・御前崎市・湖西市・周智郡）
ここで交付されるナンバープレートは全て「浜松」ナンバーになる。

## 管轄区域（海事部門）

### 静岡運輸支局清水庁舎
下田海事事務所管内を除く静岡県全域。

### 下田海事事務所
静岡県伊豆地方（下田市・熱海市・伊東市・伊豆市・賀茂郡・田方郡）

## 備考
- 御前崎市の旧御前崎町は静岡運輸支局本庁舎管内だったが、2004年（平成16年）4月1日に浜松自動車検査登録事務所に移管された。
- 富士市の旧富士川町は静岡陸運支局本庁舎管内だったが、2008年（平成20年）11月1日に沼津自動車検査登録事務所に移管された。
- 前身の静岡運輸事務所は 1940年（昭和15年）1月15日の静岡大火の被害に遭い焼失している[1]。